# Wojciech Zdrodowski
Wojciech Zdrodowski (ur. 1954) – polski koszykarz występujący na pozycji skrzydłowego, wielokrotny medalista mistrzostw Polski.

## Osiągnięcia
Na podstawie, o ile nie zaznaczono inaczej.
Klubowe
- 4-krotny mistrz Polski (1977, 1979, 1980, 1981)
- Wicemistrz Polski (1978)
- Brązowy medalista mistrzostw Polski (1982)
- Zdobywca:
  - Pucharu Polski (1977, 1980)
  - Pucharu Dolnej Saksonii (1985, 1986)[3]
- Uczestnik rozgrywek:
  - Pucharu Europy Mistrzów Krajowych (1978, 1981)
  - Pucharu Europy Zdobywców Pucharów (1979 – TOP 8)
- Awans do II klasy rozgrywkowej z Astorią Bydgoszcz (1973)